# Heiko Fischer
Heiko Fischer (* 25. Februar 1960 in Stuttgart; † 21. November 1989 in Sindelfingen) war ein deutscher Eiskunstläufer, der im Einzellauf startete.

## Leben
Heiko Fischer war fünffacher bundesdeutscher Meister. Er trainierte bei Karel Fajfr und startete für den TuS Stuttgart Eissport. Bei Deutschen Meisterschaften gewann er gegen Norbert Schramm und Rudi Cerne. Der großgewachsene Sportler war ein sehr guter Pflichtläufer, dessen Küren gekennzeichnet waren durch ihre athletischen Sprünge. Im künstlerischen Ausdruck blieb er hinter seinen bundesdeutschen Kollegen Schramm und Cerne im internationalen Vergleich zurück.
Im Mai 1988 erklärte Fischer seinen Rücktritt vom aktiven Sport. Als Grund nannte er, dass ihm die Lobby bei den internationalen Preisrichtern fehle und dass er sich auf seine berufliche Zukunft konzentrieren wolle. Er studierte Informatik und war Eiskunstlauf-Trainer im Nachwuchsbereich.
Fischer brach am 21. November 1989 beim Squashspielen zusammen. Er starb an den Folgen einer chronischen und akuten Herzmuskelentzündung im Sindelfinger Krankenhaus. Zwei Monate nach seinem Tod brachte seine Frau einen Sohn zur Welt.
Zum Andenken an Heiko Fischer wird seit 1991 in Stuttgart der Heiko-Fischer-Pokal ausgetragen.

## Ergebnisse
| Wettbewerb / Saison      | 1978/79 | 1979/80 | 1980/81 | 1981/82 | 1982/83 | 1983/84 | 1984/85 | 1985/86 | 1986/87 | 1987/88 |
| ------------------------ | ------- | ------- | ------- | ------- | ------- | ------- | ------- | ------- | ------- | ------- |
| Olympische Winterspiele  |         |         |         |         |         | 10.     |         |         |         | 9.      |
| Weltmeisterschaften      |         |         |         |         | 8.      | 7.      | 6.      | 7.      |         | 7.      |
| Europameisterschaften    |         |         |         | 6.      | 4.      | 5.      | 4.      | Z       |         | 6.      |
| Deutsche Meisterschaften | 3.      | 3.      | 3.      | 1.      | 1.      | 2.      | 1.      | 1.      |         | 1.      |
| Skate America            |         |         |         |         | 2.      |         |         |         |         |         |
| Skate Canada             |         |         |         |         | 3.      |         |         |         |         |         |
| NHK Trophy               |         |         | 7.      |         |         |         |         |         |         |         |
| Golden Spin of Zagreb    |         |         |         |         |         |         |         | 1.      |         |         |
| Nebelhorn Trophy         |         |         |         | 1.      |         | 1.      |         |         |         |         |

- Z = Zurückgezogen (nach Kurzprogramm verletzt aufgegeben (Pflicht 3., Kurzprogramm 4.))